# Nicholas Belkin
Nicholas J. Belkin (1942) és un gestor d'informació estatunidenc.
És un professor a la Universitat Rutgers. Les seves aportacions se centren en recuperació d'informació, la interacció usuari-ordinador i les interfícies. També ha experimentat amb biblioteques digitals.Belkin és més conegut pel seu treball sobre la recuperació d'informació centrada en l'ésser humà i la hipòtesi de l'estat anòmal del coneixement (ASK).Belkin es va adonar que, en molts casos, els usuaris dels sistemes de cerca no poden formular amb precisió el que necessiten. Els falten alguns coneixements vitals per formular les seves consultes. En aquests casos, és més adequat intentar descriure l'estat anòmal de coneixement d'un usuari que no pas demanar-li que especifiqui la seva necessitat com a sol·licitud al sistema.
Belkin va ser el president de SIGIR el 1995-99, i el president de la Societat Americana de Ciència i Tecnologia de la Informació el 2005. El 2015, Belkin va rebre el premi Gerard Salton.[4]

## Biografia
Nicholas Belkin va estudiar Filologia eslava a la Universitat de Washington, on es va graduar el 1968. Es va diplomar a la mateixa facultat en Biblioteconomia dos anys després (1970), i va presentar la seva tesi doctoral el 1977 a la Universitat de Londres. Va treballar al departament de Ciència de la Informació d'aquesta universitat des de 1975 fins a 1985. Aquell any, va signar per la Facultat de Comunicació i Informació de la Universitat Rutgers (EUA).
Ha estat professor visitant de la Universitat Western Ontario (Canadà) i de la Universitat Lliure de Berlín. Va ser investigador convidat de la Universitat Nacional de Singapur el 1996. Ha donat més de 200 conferències per tot el món.
Va ser president d'Association for Computing Machinery SIGIR (Grup d'Interès Especial en Recuperació d'Informació) durant el període 1995-1999, i president de la American Society of Information Science and Technology (ASIST) el 2005.
Nicholas Belkin ha pertangut a consells editors de nombroses revistes científiques, entre les més prestigioses estan "Information Processing and Management" i "Information Retrieval".

## Obra[calcitació]
Nicholas Belkin ha abordat la recuperació d'informació des dels anomenats models cognitius, és a dir, aquells centrats en els usuaris que accedeixen als sistemes documentals. Belkin va abordar les seves recerques des de tres línies bàsiques:
- Estudis empírics sobre el comportament de l'usuari que busca informació.
- La creació de models de sistemes experts.
- Disseny d'interfícies amigables per a l'usuari.

El 1977 Belkin va llegir la seva tesi on desenvolupa una nova teoria del concepte informació documental. Aquesta seria una estructura que permetria a l'usuari la transformació del seu estat anòmal de coneixement (Anomalous State of Knowledge o ASK), quan la necessitat d'informació és satisfeta, produint-se una adequada connexió entre els dos extrems del procés documental: el productor i el receptor o usuari.
Per a Belkin, la fi cap a la qual treballa la Documentació és fer possible aquesta comunicació efectiva, la qual cosa implicaria l'estudi de la informació documental en els sistemes de comunicació humana i cognitiva, la relació entre aquesta informació i el seu productor, la relació entre informació i usuari, de la idea de la informació sol·licitada i de l'efectivitat entre informació i document i del seu procés de transmissió.
Belkin conclou que el concepte d'informació documental és la combinació d'un sistema de comunicació cognitiva, una representació estructural del coneixement, l'engegada del projecte via usuari quan reconeix la necessitat d'informació (ASK9, el significat del text o missatge) i l'interès per resoldre el problema de la ciència de la informació. Aquesta teoria també ha estat desenvolupada per Oddy i Brooks.
Nicholas Belkin va proposar un nou model cognitiu de recuperació d'informació, denominat episòdic. En ell, Belkin defineix un conjunt d'interaccions que es produeixen entre l'usuari i el sistema durant la consulta per conceptualitzar, etiquetar i transcriure la necessitat d'informació, així com emetre judicis de rellevància sobre un o diversos documents. Els components serien els mateixos que s'utilitzen en el model tradicional: navegació (browsing), consulta (querying), visualització, indexació, representació i equiparació.
Aquest model presta molt poca atenció a l'estructura dels documents i la seva recuperació perquè se centra en l'estat anòmal del coneixement de l'individu, com representar-ho, com recuperar-ho, per la qual cosa es basa en l'emmagatzematge, la recuperació i la interacció de l'estratègia de cerca.

## Premis i obres publicades
Nicholas Belkin ha estat premiat en nombroses ocasions. Va obtenir el 2003 el Premi ASIST al Mèrit Acadèmic, i el Premi Gerard Salton el 2015.
Belkin ha publicat nombrosos articles en les revistes científiques així com el llibre: Interaction in Information Systems: A Review of Research from Document Retrieval to Knowledge based Systems (1985) junts amb Alina Vickery.